# Ringicula yokoyamai
Ringicula yokoyamai is een slakkensoort uit de familie van de Ringiculidae. De wetenschappelijke naam van de soort is voor het eerst geldig gepubliceerd in 1935 door Takeyama.